# (10787) Ottoburkard
(10787) Ottoburkard (1991 TL3) – planetoida z pasa głównego asteroid okrążająca Słońce w ciągu 5,49 lat w średniej odległości 3,11 j.a. Odkryta 4 października 1991 roku.